# Xenodon werneri
D'accord, voici le code avec le lien vers la page sur le "mimétisme" sans modifier le texte affiché :
```
Espèce
Synonymes
- Procteria viridis Werner, 1924
- Thalesius viridis (Werner, 1924)

Xenodon werneri (aussi appelé Xenodon vert) est une espèce de serpents de la famille des Dipsadidae.

## Répartition
Cette espèce est endémique de Guyane.

## Habitats
Il fréquente les forêts primaires et forêts secondaires de la Guyane.

## Description
Xenodon werneri est un serpent diurne discret, mesurant environ 60 cm. Il arbore généralement une couleur verte sur le dos, mais peut parfois présenter une teinte jaune. Il présente une ressemblance avec l'espèce arboricole Bothrops bilineatus.

## Mimétisme
Xenodon werneri ressemble beaucoup à Bothrops bilineatus, une espèce vénimeuse. Il pourrait s'agir d'un cas de mimétisme batesien.

## Étymologie
Cette espèce est nommée en l'honneur de Franz Werner. Celui-ci avait décrit Procteria viridis en 1924 mais ce nom était préoccupé par Xenodon viridis Dumeril & Bibron 1854 (qui est maintenant un synonyme de Macropisthodon plumbicolor (Cantor, 1839)) ; Josef Eiselt l'a donc renommé en Xenodon werneri.

## Publications originales
- Eiselt, 1993 : Zur Kenntnis der colubriden Schlangengattungen Procteria und Xenodon. Annalen des Naturhistorischen Museums in Wien, vol. 66, p. 279-282.
- Werner, 1924 : Neue oder wenig bekannte Schlangen aus dem Naturhistorischen Staatsmuseum in Wien. Sitzungsberichte der Kaiserliche Akademie der Wissenschaften in Wien, vol. 133, p. 29-56.